# Marian Esquivel McKeown
Marian Patricia Esquivel McKeown (Carmen, San José, 6 de septiembre de 1936 - San Pedro, Montes de Oca, 25 de octubre de 2000) fue una reina de belleza, secretaria ejecutiva y dama de sociedad costarricense, que participó en Miss Universo 1954. Luego de ganar el Señorita Costa Rica; Esquivel, participó en la segunda edición del certamen internacional, en donde Costa Rica hacía su primera aparición, al final de la velada se ubicó en la octava posición del cuadro de quince finalistas, siendo la primera costarricense en lograrlo.

## Biografía
Esquivel McKeown nació en el distrito metropolitano del Carmen, en el cantón central de San José, el 6 de septiembre de 1936, donde vivió gran parte de su vida. Marian, fue hija de Rodolfo Esquivel Carranza y May McKeown Mulhall y hermana de Rodolfo Esquivel McKeown, fallecido en 2017. Marian radicó en la Ciudad de México por 3 años, y posteriormente, 9 años en Los Ángeles, California. Estuvo casada con Frederick R. Grant y tuvo tres hijos, los cuales nacieron en los Estados Unidos.

## Miss Costa Rica
Marian participó en la primera edición del concurso nacional Miss Costa Rica, llamado en ese entonces Señorita Costa Rica, concurso que elegiría la primera participante que representaría al país en Miss Universo, compitió con otras 15 mujeres de la sociedad, solo mujeres que tuviesen buena posición económica y social podrían participar, concursó con 18 años de edad. Esquivel McKeown, logró conquistar al jurado y al público presente, debido a su belleza y simpatía, con las que logró ganar el concurso nacional, cabe destacar que sus gastos de preparación para Miss Universo, sus clases de etiqueta y protocolo fueron cubiertas por sus padres y gracias al generoso patrocinio de la Cervecería Ortega.

## Miss Universo
Para Marian representaba un gran reto representar a Costa Rica por primera vez en el Miss Universo. Ese año el concurso se llevó a cabo en Long Beach, California, siendo la segunda edición del concurso internacional, en donde Marian lograría colocarse dentro de las quince semifinalistas. Al final de la noche, se colocó en la octava posición; motivo de orgullo para los costarricenses, quienes, se sintieron sumamente satisfechos de la participación de su representante, al igual que para la entonces organización Señorita Costa Rica Universo, que cabe mencionar, aún no se encontraba en manos de Teletica.
Marian ha sido, la primera y única mujer costarricense en clasificar a un cuadro de semifinalistas en el siglo XX.
En 1955 Marian coronó a la hondureña Clemencia Martínez de Montis como la nueva Señorita Costa Rica.

## Fallecimiento
Marian falleció en San Pedro, en el cantón de Montes de Oca, el 25 de octubre de 2000 a los 64 años de edad, se maneja que su fallecimiento fue por causas naturales.
| Predecesor: - | Señorita San José 1954   | Sucesor: Clemencia Martínez Montis |
| Predecesor: - | Señorita Costa Rica 1954 | Sucesor: Clemencia Martínez Montis |